# Diogo Silva
Diogo André Silvestre da Silva (São Sebastião, São Paulo, 7 de março de 1982) é um lutador de taekwondo brasileiro campeão pan-americano em 2007 e mundial universitário em 2009. Também disputou a medalha de bronze em duas edições dos Jogos Olímpicos. Mede 1,78 m de altura e compete na categoria até 68 kg.

## Carreira no taekwondo
Nascido em São Sebastião, Diogo Silva passou a praticar o esporte por ideia de sua mãe, que queria que o filho parasse de brigar nas ruas. Ele escolheu o taekwondo, que conheceu aos 7 anos, pois queria imitar os golpes dos atores em filmes de luta. Aos 11 anos se mudou para Campinas quando sua mãe foi estudar educação física.  Em sua carreira, Diogo marcou-se por lutar contra a falta de incentivo ao taekwondo e pela causa negra.
O lutador foi medalhista de bronze no Mundial Júnior de taekwondo em 1998 em sua categoria, até 68 kg. Em 2003, foi bronze nos Jogos Pan-Americanos de Santo Domingo, na República Dominicana.
Participou das Olimpíadas em Atenas 2004, na categoria até 68 kg. Derrotou o venezuelano Luis Alberto García por 6 a 5, e na segunda rodada, perdeu para o iraniano Hadi Saei por 8 a 6. Na repescagem, passou pelo italiano Carlo Molfetta, pelo guatemalteco Gabriel Sagastume, e na disputa do bronze, perdeu para o sul-coreano Song Myeong-Seob por 12 a 7, ficando em quarto lugar.
Em 2007, no Pan-americano do Rio de Janeiro, Diogo Silva conquistou a medalha de ouro em sua categoria. Na decisão, venceu o peruano Peter López por 3 a -1. Aquela foi a primeira medalha de ouro do Brasil no Pan daquele ano.
Em 2008, Diogo optou por se preparar melhor para o Mundial, e ficou sem a vaga olímpica.
Em 2009, Diogo Silva conquistou a medalha de ouro na Universíada realizada em Belgrado, na Sérvia, sendo novamente a primeira medalha ouro do Brasil conquistada, a exemplo do Pan-americano em 2007.
Em 2011 depois de passar por uma transição nas regras da modalidade, Diogo Silva se tornou o primeiro atleta do taekwondo brasileiro a conquistar a medalha de Ouro nos Jogos Mundiais Militares, sendo o único atleta a ter 4 Ouros em World Games, e se classificou para sua segunda Olimpíada ao ficar em terceiro no pré-olímpico em Julho. Nos Jogos Olímpicos de Londres 2012, aos 30 anos, Diogo Silva começou ganhando as 2 primeiras rodadas, do uzbeque Dimitry Kim por 3 a 2, e do jordaniano Mohammad Abulibdeh por 7 a 5. Na semifinal, enfrentou o vice-campeão mundial, o iraniano Mohammad Bagheri Motamed. Diogo estava perdendo a luta por 5 a 1, após sofrer uma lesão no pé durante a luta, quando a 3 segundos do final da luta, aplicou o golpe mais valioso do taekwondo, o chute giratório na cabeça, e ganhou 4 pontos, levando a luta ao Golden Score. Lá, o empate permaneceu, e o resultado foi para a decisão dos juízes, que tiraram Diogo da final. Na disputa do bronze, ainda com a lesão no pé, contra o americano Terrence Jennings, Diogo começou perdendo por 4 pontos, mas se recuperou ao longo da luta e empatou-a em 5 a 5. O brasileiro já comemorava a prorrogação ao Golden Score quando, faltando um segundo para acabar, o americano acertou um chute na cabeça. O técnico de Jennings pediu a revisão do golpe. Os juízes assistiram ao replay e confirmaram a pontuação: 8 a 5 e a medalha de bronze para os Estados Unidos. Diogo acabou em 4.º lugar, igualando seu resultado de Atenas 2004.
Já tendo cogitado a aposentadoria do esporte, competiu pela última vez em 2018, quando São Sebastião sediou os Jogos Regionais.

## Carreira musical
Diogo Silva também possui uma carreira como rapper. Em 2009 formou o grupo Senzala Hitech, que lançou seu primeiro álbum, Represença, em 2019.